# カステルヌオーヴォ・ボッカ・ダッダ
カステルヌオーヴォ・ボッカ・ダッダ（伊: Castelnuovo Bocca d'Adda）は、イタリア共和国ロンバルディア州ローディ県にある、人口約1,500人の基礎自治体（コムーネ）。

## 地理

### 位置・広がり

#### 隣接コムーネ
隣接するコムーネは以下の通り。括弧内のCRはクレモナ県、PCはピアチェンツァ県所属を示す。
- カゼッレ・ランディ
- カオルソ (PC)
- クロッタ・ダッダ (CR)
- マッカストルナ
- メレーティ
- モンティチェッリ・ドンジーナ (PC)

### 地勢・地形
- 河川：ポー川、アッダ川

### 気候分類・地震分類
気候分類では、zona E, 2545 GGに分類される。
また、イタリアの地震リスク階級 (it) では、zona 3 (sismicità bassa) に分類される。

## 行政

### 分離集落
カステルヌオーヴォ・ボッカ・ダッダには、以下の分離集落（フラツィオーネ）がある。
- Sant' Antonio, Brevia, Costa Gramignana, Bonissima